# Regione di carica spaziale
Nella fisica dei semiconduttori, la regione di carica spaziale, anche detta strato, regione o zona di svuotamento è uno spazio isolante all'interno di un semiconduttore drogato.
Il drogaggio induce nel semiconduttore un eccesso di elettroni liberi o di lacune che si comportano da portatori di carica permettendo il passaggio di corrente; nella regione di svuotamento, gli elettroni liberi e le lacune si ricombinano annientandosi e il trasporto di carica cessa.

## Regione di carica spaziale nelle giunzioni p-n

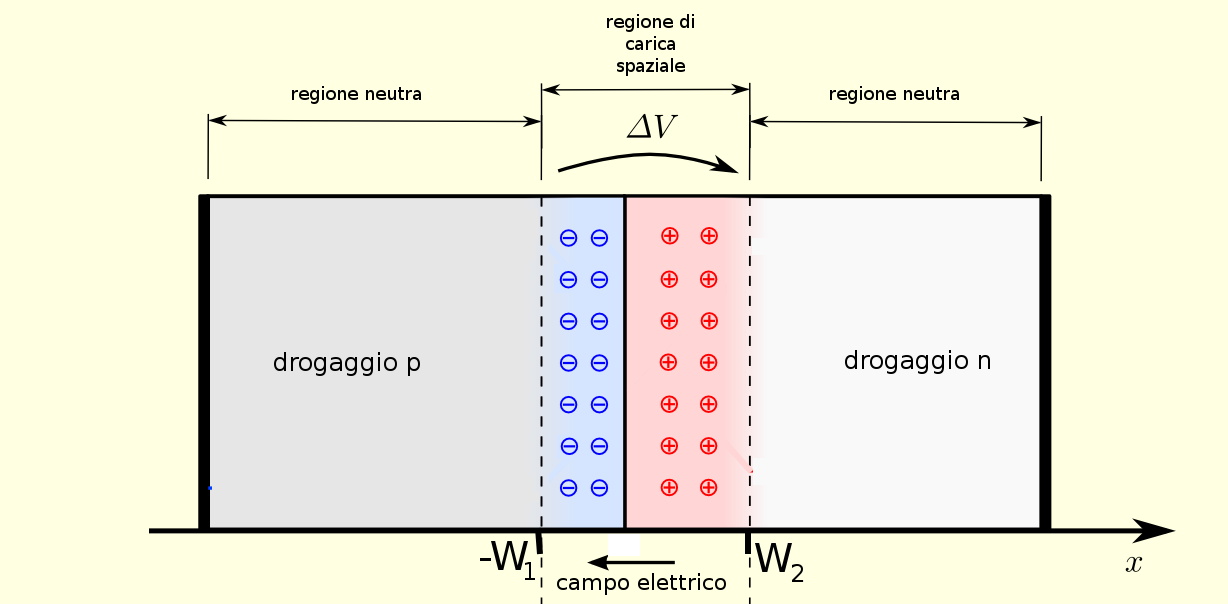
Schematizzazione della giunzione p-n in un diodo

Le regioni di carica spaziale si formano normalmente in prossimità delle giunzioni p-n fra due semiconduttori di diverso tipo.
Portando in contatto un semiconduttore di tipo p con uno di tipo n, le lacune del primo tendono a fluire nel secondo, e viceversa gli elettroni liberi del semiconduttore di tipo n invadono il semiconduttore di tipo p.
A provocare questa diffusione è l'energia termica delle particelle.
Gli elettroni liberi e le lacune in vicinanza della giunzione si ricombinano con le loro controparti lasciando così ionizzati gli strati adiacenti di materiale: negativamente dalla parte del semiconduttore di tipo p, positivamente dalla parte del semiconduttore di tipo n.
Si genera perciò un campo elettrico che si oppone ad un ulteriore scambio di portatori di carica.
Appena l'intensità del campo elettrico è tale da contrastare la diffusione dei portatori di carica, si instaura nella giunzione p-n un equilibrio termico stabile.
La regione di carica spaziale compresa dal campo elettrico risulta di fatto svuotata da portatori e si comporta dunque come un isolante.

### Campo elettrico
Per calcolare il campo elettrico nella regione, integreremo l'equazione di Poisson in una dimensione:
{\displaystyle {\cfrac {d^{2}V}{dx^{2}}}=-{\cfrac {\rho }{\varepsilon }}}
La densità delle cariche è legata al drogaggio. Nell'ipotesi che sia uniforme:
{\displaystyle \rho (x)={\begin{cases}-qN_{A},&x\in [-W_{1},0]\\qN_{D},&x\in [0,W_{2}]\end{cases}}}
Integrando l'equazione di Poisson:
{\displaystyle {\cfrac {dV}{dx}}={\begin{cases}{\cfrac {qN_{A}}{\varepsilon }}x+C_{1},&x\in [-W_{1},0]\\-{\cfrac {qN_{D}}{\varepsilon }}x+C_{2},&x\in [0,W_{2}]\end{cases}}}

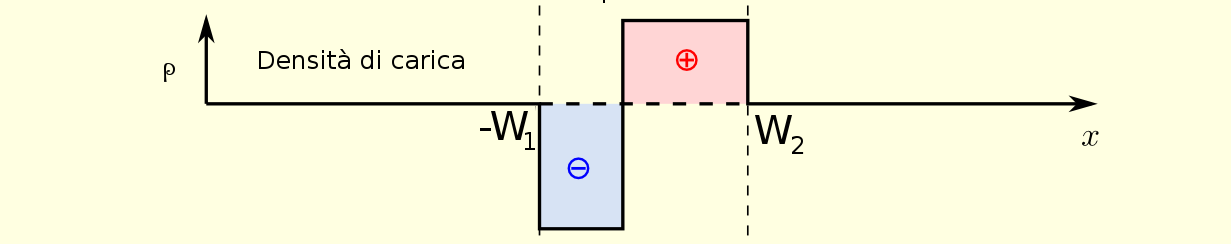
Densità delle cariche nella regione

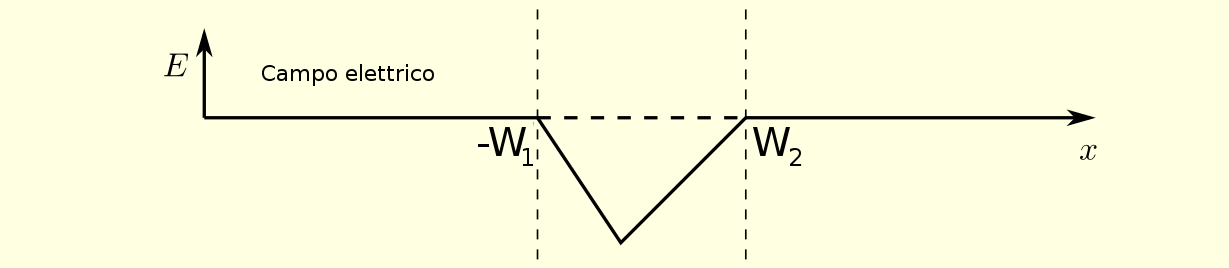
Campo elettrico

ed imponendo le condizioni al contorno:
{\displaystyle E(-W_{1})=0,~E(0^{-})=E(0^{+})\!}
otteniamo:
{\displaystyle E(x)=-{\cfrac {dV}{dx}}={\begin{cases}-{\cfrac {qN_{A}}{\varepsilon }}(x+W_{1}),&x\in [-W_{1},0]\\{\cfrac {qN_{D}}{\varepsilon }}\left(x-{\cfrac {N_{A}}{N_{D}}}W_{1}\right),&x\in [0,W_{2}]\end{cases}}}

### Tensione

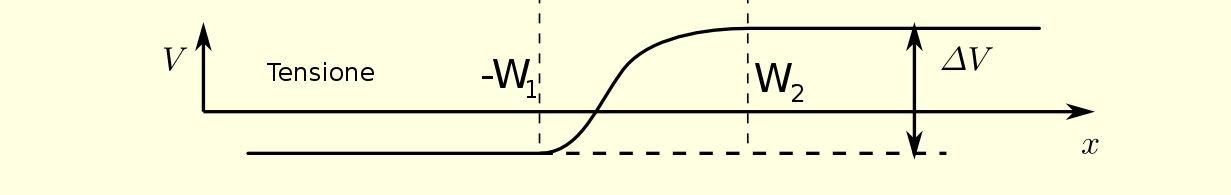
Tensione

La tensione, nell'ipotesi di drogaggio uniforme, si ottiene integrando il campo elettrico lungo la regione:
{\displaystyle V(x)={\begin{cases}{\cfrac {qN_{A}}{\varepsilon }}\left({\cfrac {1}{2}}x^{2}+W_{1}x\right)+C_{1},&x\in [-W_{1},0]\\-{\cfrac {qN_{D}}{\varepsilon }}\left({\cfrac {1}{2}}x^{2}-{\cfrac {N_{A}}{N_{D}}}W_{1}x\right)+C_{2},&x\in [0,W_{2}]\end{cases}}}
imponendo le condizioni al contorno:
{\displaystyle V(-W_{1})=0,~V(0^{-})=V(0^{+})\!}
otteniamo:
{\displaystyle V(x)={\begin{cases}{\cfrac {qN_{A}}{\varepsilon }}\left({\cfrac {1}{2}}x^{2}+W_{1}x+{\cfrac {1}{2}}W_{1}^{2}\right),&x\in [-W_{1},0]\\-{\cfrac {qN_{D}}{\varepsilon }}\left({\cfrac {1}{2}}x^{2}-{\cfrac {N_{A}}{N_{D}}}W_{1}x-{\cfrac {N_{A}}{2N_{D}}}W_{1}^{2}\right),&x\in [0,W_{2}]\end{cases}}}
La differenza di tensione ai bordi della regione di svuotamento risulta:
{\displaystyle {\begin{aligned}\Delta V&=V(W_{2})-V(-W_{1})=\\&=V(W_{2})=\\&={\cfrac {qN_{D}}{\varepsilon }}\left(-{\cfrac {1}{2}}W_{2}^{2}+{\cfrac {N_{A}}{N_{D}}}W_{1}W_{2}+{\cfrac {N_{A}}{2N_{D}}}W_{1}^{2}\right)\end{aligned}}}
Possiamo semplificare ulteriormente ricordando che nell'equilibrio elettrostatico la regione è nel complesso neutra, e la carica positiva nella zona n è uguale alla carica negativa nella zona p:
{\displaystyle {\begin{aligned}\quad &N_{A}W_{1}=N_{D}W_{2}&\Leftrightarrow \\\Leftrightarrow \quad &W_{2}={\cfrac {N_{A}}{N_{D}}}W_{1}&\Rightarrow \\\Rightarrow \quad &\Delta V={\cfrac {qW_{1}^{2}N_{A}}{2\varepsilon }}\left({\cfrac {N_{A}}{N_{D}}}+1\right)\end{aligned}}}

### Tensione built-in
La tensione built-in è la tensione che si crea ai bordi della regione di carica spaziale, in una giunzione p-n, all'equilibrio elettrostatico, e in assenza di tensioni esterne applicate. Ma ai morsetti metallici di un diodo, ad esempio, non può essere misurata a causa dell'effetto Volta: essi presenteranno una tensione nulla.
{\displaystyle V_{b-i}=V_{T}\cdot \ln {\cfrac {N_{A}N_{D}}{n_{i}^{2}}}} 
Può essere ottenuta dalle equazioni di drift-diffusion, considerato che nella regione non scorre corrente:
{\displaystyle J_{p}=0\quad \Rightarrow \quad q\mu _{p}\cdot pE-qD_{p}\cdot {\cfrac {dp}{dx}}=0}
da cui l'equazione differenziale:
{\displaystyle E={\cfrac {D_{p}}{\mu _{p}}}\cdot {\cfrac {1}{p}}{\cfrac {dp}{dx}}}
che integrata ottiene:
{\displaystyle V_{b-i}=\Delta V=V_{T}\ln {\cfrac {p(-W_{1})}{p(W_{2})}}}
dove la tensione termica è data dalla relazione di Einstein–Smoluchowski:
{\displaystyle V_{T}={\cfrac {D_{p}}{\mu _{p}}}={\cfrac {D_{n}}{\mu _{n}}}={\cfrac {kT}{q}}}
Si giunge alla prima formula ricordando che:
{\displaystyle {\cfrac {p(-W_{1})}{p(W_{2})}}={\cfrac {N_{A}N_{D}}{n_{i}^{2}}}}

### Larghezza della regione
La larghezza è proporzionale alla radice della tensione inversa applicata.
Se la giunzione p-n viene polarizzata con una tensione inversa {\displaystyle V_{R}}, ai bordi della regione di carica si trova una tensione {\displaystyle V_{R}+V_{b-i}}. Basta risolvere per {\displaystyle W_{1}} e {\displaystyle W_{2}} le espressioni della tensione nella regione per ottenere:
{\displaystyle W_{1}={\sqrt {\cfrac {2\varepsilon (V_{b-i}+V_{R})}{qN_{A}\left(1+{\cfrac {N_{A}}{N_{D}}}\right)}}}}
e
{\displaystyle W_{2}={\sqrt {\cfrac {2\varepsilon (V_{b-i}+V_{R})}{qN_{D}\left(1+{\cfrac {N_{D}}{N_{A}}}\right)}}}}

### Capacità di svuotamento
La regione di carica spaziale presenta un comportamento capacitivo non lineare. Questo è dovuto al fatto che la carica presente dipende dalla tensione, ma con una proporzionalità non lineare. Infatti variando la tensione, varia la larghezza della regione, e quindi la carica, ma secondo una radice della tensione. In generale essa sarà uguale a:
{\displaystyle C_{j}={\cfrac {C_{j0}}{\sqrt[{n}]{1-{\cfrac {V_{D}}{V_{b-i}}}}}}}
dove n è pari a 2 (radice quadrata) nel caso di drogaggio uniforme, e giunzione p-n brusca, oppure è pari a 3 nel caso di drogaggio graduale.
Possiamo calcolare la capacità di piccolo segnale derivando la carica rispetto alla tensione applicata:
{\displaystyle C_{j}={\cfrac {dQ}{dV_{R}}}={\cfrac {dQ}{dW_{1}}}{\cfrac {dW_{1}}{dV_{R}}}}
Nel caso di drogaggio uniforme si ha:
{\displaystyle Q=qN_{D}AW_{1}\quad \Rightarrow \quad {\cfrac {dQ}{dW_{1}}}=qAN_{A}}
dove {\displaystyle A} è l'area della giunzione.
Inoltre:
{\displaystyle {\cfrac {dW_{1}}{dV_{R}}}={\sqrt {\cfrac {\varepsilon }{2qN_{A}\left(1+{\cfrac {N_{A}}{N_{D}}}\right)(V_{b-i}+V_{R})}}}}
Infine, moltiplicando, e definendo {\displaystyle V_{D}=-V_{R}}, per considerare una polarità concorde alla polarizzazione diretta:
{\displaystyle C_{j}=A{\sqrt {\cfrac {q\varepsilon N_{A}N_{D}}{2V_{b-i}(N_{A}+N_{D})}}}\cdot {\cfrac {1}{\sqrt {1-{\cfrac {V_{D}}{V_{b-i}}}}}}}
Possiamo definire il coefficiente {\displaystyle C_{j0}} come la capacità di svuotamento per {\displaystyle V_{D}=0}:
{\displaystyle C_{j0}=A{\sqrt {\cfrac {q\varepsilon N_{A}N_{D}}{2V_{b-i}(N_{A}+N_{D})}}}}

## Applicazioni
Il funzionamento di componenti elettronici come diodi, transistor a giunzione bipolare, transistor ad effetto di campo e diodi varicap si fonda sui fenomeni elettrici che hanno luogo nella regione di carica spaziale.